# 科爾科伊
科爾科伊（Kolköy）是一個位於土耳其阿爾達漢省波索夫的村落。